# Grauballský muž
Grauballský muž je jedním ze zástupců tzv. mumií z bažin, byl pojmenován podle místa nálezu, vesničky Grauball, 5 km vzdálené od města Silkeborg v Dánsku. Z okolí Silkeborgu již byla v předchozích letech vyzvednuta těla Tollundského muže a ženy z Ellingu. Tělo Grauballského muže bylo objeveno při ruční těžbě rašeliny ve slatině Nebelgard dne 26. března 1952. Při nálezu ležel na břiše, hlavou orientován na sever. Hlavu měl jemně zakloněnu dozadu a na pravou stranu, pravé končetiny flexované, levé pak extendované. Kvůli zachovalosti pozůstatků a absenci oděvu i jakýchkoliv jiných artefaktů se původně myslelo, že se jedná o tělo místního těžaře rašeliny, Rudého Kristiána, který v místní slatině zmizel roku 1887. Až podrobnější prozkoumání prozradilo odhadované pravé stáří mumie na 2000 let. Výzkum a konzervace těla mumie proběhla v Prehistorickém muzeu v Aarhusu a od roku 1955 je tělo vystaveno v Moesgård muzeu v Højbjergu v Dánsku.

## Výzkum a konzervace
Po vyzvednutí a převezení do místního muzea bylo tělo Grauballského muže vyšetřeno týmem profesora P. V. Globa, který také provedl odlitek mumie pro zajištění původního vzhledu a stavu při nálezu. Externím vyšetřením bylo shledáno, že Grauballský muž byl středního vzrůstu, odhadem kolem 170 cm, měl černé vlasy a vousy, jejichž rudé zabarvení lze připsat vodě v bažině, která tmavě zabarvila i jeho pokožku a zuby. Oči mumie byly pevně uzavřeny, bez dochovaného obočí, barva zorniček byla odhadnuta na tmavou. Ústa zůstala jemně otevřena, dochované zuby byly silně abradované, se zubními kazy a známkami bolestivé paradontózy. Z vnitřních orgánů se zachovala část plic, jater, a střev se zbytky natrávené potravy. Radiologicky, testování rozpadem radioaktivního uhlíku, a forenzní analýzou obsahu trávicího traktu bylo zjištěno, že se jedná o asi třicetiletého muže se zlomeninami lebky, levého femuru a tibie a hlubokou řeznou ránou na krku, který žil v pozdní době železné. Poté byly jeho pozůstatky zakonzervovány Gunnarem Lange-Kornbakem v Prehistorickém muzeu v Aarhusu způsobem, který probíhal velmi nevědecky; obratle a část vnitřních orgánů byla nahrazena umělými materiály, jeden z obratlů byl převezen a je uchován v muzeu na Aljašce. Pozdější výzkumy, vedené profesorem Nielsem Lynnerupem o 50 let později, potvrdily většinu dřívějších zjištění, jen posunuly dobu jeho obětování o 600 let zpět, tedy na dobu 400–200 let př. n. l., a osteonovou analýzou upřesnily věk Grauballského muže na 34 let.

## Život a smrt Grauballského muže
Podle získaných poznatků z vyšetření lze s jistou mírou pravděpodobnosti odhadnout určité okolnosti týkající se života a smrti Grauballského muže.
Jemná kůže na rukou, jejichž zachovalost umožnila i odebrání validních otisků prstů, a absence opotřebení kloubů kostí a dalších fyziologických změn napovídají, že Grauballský muž s největší pravděpodobností v životě nevykonával těžkou manuální práci. Trpěl však těžkou, bolestivou paradentózou a začínající artritidou hrudních obratlů. Mikroskopická analýza vlasů prokázala středozemní dietu postavenou primárně na zvířecím masu. Grauballský muž jedl krátce před svou smrtí a jeho poslední jídlo se, podle analýzy střevního obsahu, odhaduje na ovesnou kaši s vepřovým masem.
Nález námelu (zrn paličkovice nachové) ve střevech vedl k teoriím, že Grauballský muž byl před svým obětováním omámen. Množství námelu se však nakonec ukázalo jako příliš malé na to, aby mělo nějaké anestetické či halucinogenní účinky na muže jeho velikosti (0,5 g na kg střevního obsahu).
Zatímco zlomeniny femuru a lebky byly způsobeny po jeho smrti (s největší pravděpodobností vahou tlející bažiny), zbývající zranění, tedy zlomenina tibie a proříznutí krku, byla prokazatelně způsobena před jeho smrtí. Z toho by se mohl rekonstruovat způsob obětování Grauballského muže tak, že byl sražen na kolena ranou do levé holeně a pak mu bylo hladkým a ostrým předmětem proříznuto hrdlo.